# Axiom Mission 2
Axiom Mission 2 (або Ax-2) — поточна місія приватного екіпажу на Міжнародну космічну станцію (МКС), що керується Axiom Space. Ax-2 був запущений 21 травня 2023 року на SpaceX Falcon 9 і успішно пристикований 22 травня.  
Ax-2 — це друга місія Axiom і третя приватна місія проєкту  SpaceX Dragon з екіпажем після першої місії Axiom, що відбувся у квітні 2022 року.

## Екіпаж
До складу екіпажу входить колишня астронавтка NASA Пеггі Вітсон як командир місії та Джона Шоффнера як пілот.   Два спеціалісти місії є Алі Аль-Карні та Райяна Барнаві з Саудівської космічної комісії. 
22 вересня 2022 року Axiom Space почала співпрацювати з Космічною комісією Саудівської Аравії, щоб відправити двох саудівських астронавтів на Ax-2 для дослідження раку, засівання хмар і мікрогравітації в космосі.  Ця місія включатиме першу жінку-астронавта Саудівської Аравії в космос. 
11 січня 2022 року Axiom оголосила призначення полковника ВПС Італії (ItAF) Вальтера Вілладея, як першого міжнародного професійного астронавта компанії.  Кол. Вілладей був обраний Axiom як резервний член екіпажу для Ax-2. 

### Основний екіпаж
| Посада                      | Астронавт                                             | Астронавт                                             |
| --------------------------- | ----------------------------------------------------- | ----------------------------------------------------- |
| Командир космічного корабля | Peggy Whitson, Axiom Space Fourth spaceflight         | Peggy Whitson, Axiom Space Fourth spaceflight         |
| Пілот                       | John Shoffner, Commercial astronaut First spaceflight | John Shoffner, Commercial astronaut First spaceflight |
| Спеціаліст місії 1          | Ali AlQarni, SSC First spaceflight                    | Ali AlQarni, SSC First spaceflight                    |
| Спеціаліст місії 2          | Rayyanah Barnawi, SSC First spaceflight               | Rayyanah Barnawi, SSC First spaceflight               |

### Дублюючий екіпаж
| Посада                      | Астронавт                          | Астронавт                          |
| --------------------------- | ---------------------------------- | ---------------------------------- |
| Командир космічного корабля | Michael López-Alegría, Axiom Space | Michael López-Alegría, Axiom Space |
| Пілот                       | Walter Villadei, Italian Air Force | Walter Villadei, Italian Air Force |
| Спеціаліст місії 1          | Ali AlGhamdi SSC                   | Ali AlGhamdi SSC                   |
| Спеціаліст місії 2          | Mariam Fardous SSC                 | Mariam Fardous SSC                 |